# Proceratophrys tupinamba
Proceratophrys tupinamba es una especie de anfibio anuro de la familia Odontophrynidae.

## Distribución geográfica
Esta especie es endémica del estado de Río de Janeiro en Brasil. Se encuentra en el municipio de Angra dos Reis en Ilha Grande (23°11′ S, 44°12′ W).

## Publicación original
- Prado & Pombal, 2008 : Espécies de Proceratophrys Miranda-Ribeiro, 1920 com apendices palpebrais (Anura; Cycloramphidae). Arquivos de Zoologia, São Paulo, vol. 39, p. 1-85.[2]